# Manuel Sanchís Martínez
Manuel Sanchís Martínez (ur. 26 marca 1938 w Alberic, zm. 28 października 2017 w Madrycie) – były hiszpański piłkarz grający na pozycji obrońcy, później trener.
Ojciec Manuela Sanchísa byłego zawodnika Realu Madryt i reprezentanta Hiszpanii.

## Kariera klubowa
Sanchís jest wychowankiem CD Condal, skąd trafił do Realu Valladolid. 
W 1964 roku obrońca dołączył do stołecznego Realu Madryt, gdzie występował przez następne siedem lat, w trakcie których zdobył cztery mistrzostwa kraju, Puchar Króla oraz Puchar Europy w 1966 roku.
Piłkarską karierę zakończył w wieku trzydziestu czterech lat jako piłkarz Cordoby.
Sanchís był członkiem drużyny Realu Madryt, w której barwach zagrał w 213 meczach, w tym 143 razy wystąpił w La Liga i 35 w europejskich pucharach. 

## Kariera reprezentacyjna
Sanchís jest jedenastokrotnym reprezentantem Hiszpanii
Uczestnik Mistrzostw Świata w 1966 roku. Na turnieju zdobył gola w spotkaniu fazy grupowej przeciwko Szwajcarii (2:1).

## Kariera trenerska
Po zakończeniu kariery pracował jako trener piłkarski, prowadząc min. CD Tenerife, reprezentacji Gwinei Równikowej i kilku hiszpańskich zespołów z niższych klas rozgrywkowych.

## Śmierć
Manuel Sanchís zmarł 28 października 2017 roku w wyniku zatorowość płucnej.

## Sukcesy
Real Madryt
- La Liga: 1964/65, 1966/67,  1967/68, 1968/69
- Puchar Króla: 1969/70
- Puchar Mistrzów: 1965/66